# Areias, São Paulo
22°34′48″N 44°41′50″T / 22,58°N 44,69722°T
Areias là đô thị ở bang São Paulo ở Brasil. Dân số năm 2003 là 3.697, mật độ dân số là 12,04 người /km² với diện tích 307 km². Đô thị này nằm ở độ cao 509 m.

## Diễn biến dân số
| Năm  | Dân số | Thay đổi  | Mật độ    |
| ---- | ------ | --------- | --------- |
| 2001 | 3.600  | -         | 11,74/km² |
| 2004 | 3.697  | 97/2,694% | 12,04/km² |

## Dân số
Theo điều tra dân số năm 2000 của IBGE, đô thị này có 3.600 dân, trong đo 2.452 thị dân và 1.148 nông dân. Tuổi thọ bình quân là 65,57 năm. Tỷ lệ biết đọc biết viết là 84,97%.

## Các đô thị giáp ranh
|                          | Bắc: Resende, RJ     |                            |
| Tây: Queluz và Silveiras | Areias               | Đông: São José do Barreiro |
|                          | Nam: Cunha và Lorena |                            |